# Emanuel Rego
Emanuel Fernando Scheffer Rego (* 15. April 1973 in Curitiba, Brasilien) ist ein brasilianischer Beachvolleyballspieler, Olympiasieger und dreifacher Weltmeister. Er gilt als erfolgreichster Beachvolleyballer aller Zeiten.

## Karriere
Als Hallenvolleyballer begann Emanuel Rego seine Karriere. 1991 wechselte er zum Beachvolleyball, 1994 startete er zum ersten Mal bei der FIVB World Tour. Mit seinem Partner Zé Marco nahm Emanuel 1996 an den Olympischen Spielen in Atlanta teil und wurde zum ersten Mal FIVB Tour Champion. 1997 konnten die beiden diesen Erfolg wiederholen. 1998 wurden zunächst Alemão Loss und später José Loiola neue Partner von Emanuel Rego, der im gleichen Jahr bei der AVP Tour zum Rookie of the year gewählt wurde. 1999 gewannen die beiden Brasilianer die Beachvolleyball-Weltmeisterschaft in Marseille und wurden FIVB Champion. Bei den Olympischen Spielen 2000 in Sydney schieden sie bereits im Achtelfinale aus. Emanuel, der zum FIVB Player der neunziger Jahre gewählt wurde, wechselte 2001 erneut den Partner und gewann anschließend zum vierten Mal die FIVB Tour, diesmal mit Tande Ramos.
2003 begann die erfolgreichste Zeit von Emanuel Rego, ab jetzt im Team mit Ricardo Santos. Die beiden gewannen von 2003 bis 2007 jedes Mal die FIVB Tour und wurden von 2005 bis 2007 FIVB Team of the year. 2004 gewannen die beiden Brasilianer die Goldmedaille bei den Olympischen Sommerspielen in Athen, ein Jahr zuvor waren sie Beachvolleyball Weltmeister in ihrem Heimatland in Rio de Janeiro geworden. 2007 konnten sie die Panamerikanischen Spiele für sich entscheiden, die ebenfalls in Rio de Janeiro stattfanden.
2008 bei der Olympiade in Peking errangen Emanuel/Ricardo die Bronzemedaille, 2009 gelang ihnen ihr letzter gemeinsamer Sieg bei der FIVB Tour in Brasília. Mit insgesamt 33 gemeinsamen Erfolgen bei der World Tour sind sie die Führenden in dieser Wertung. Emanuel belegt außerdem mit seinen 76 FIVB Siegen den ersten Platz in der ewigen Bestenliste.

### 2010
Beim ersten FIVB-Turnier des Jahres in ihrem Heimatland erreichten die beiden neuen Beachpartner Emanuel Rego und Alison Cerutti nach Siegen über ihre Landsleute Ricardo/Pedro und Cunha/Thiago das Finale, verloren jedoch gegen Rogers/Dalhausser und belegten den zweiten Platz. Bei den Shanghai Open konnten sich die Brasilianer revanchieren, allerdings nur im Spiel um den dritten Platz, im Halbfinale waren sie an den deutschen Weltmeistern Brink/Reckermann gescheitert. In Rom gab es die Neuauflage des Finals von Brasilia mit dem gleichen Ergebnis. Nachdem Rego/Cerutti den vierten Platz in Polen und dem neunten Platz in Moskau belegt hatten, hieß das Finale in Prag zum dritten Mal in diesem Jahr Brasilien gegen USA, und zum dritten Mal verließen Dalhausser/Rogers als Sieger den Platz mit dem einzigen Unterschied zu den beiden vorigen Endspielen, dass Emanuel Rego und Alison Cerutti einen Satz für sich entscheiden konnten. Auch im nächsten Anlauf in Stavanger gelang den beiden Südamerikanern nicht die Revanche gegen die Athleten aus den Vereinigten Staaten, diesmal kam das Aus jedoch schon im Viertelfinale. Nach einem 17. Platz in Gstaad erreichten die beiden Brasilianer in Klagenfurt und Kristiansand jeweils den Bronzerang, beim Mazuri Grand Slam reichte es zum geteilten fünften Platz. Am Ende der Saison wurde Emanuel Rego zum zweiten Mal nach 2005 als Sportsperson of the year geehrt.

### 2011
Nach einem zweiten Platz in Brasilia und einem neunten Platz in Schanghai gewannen Emanuel/Alison in Prag ihre erste gemeinsame Goldmedaille bei der World Tour. In Peking konnten die beiden Brasilianer diesen Erfolg wiederholen und in Rom gelang ihnen der dritte Turniersieg in Folge.
Bei der WM konnten sich Emanuel Rego und sein Partner Alison Cerutti im Finale gegen das ebenfalls brasilianische Team Marcio Araujo/Ricardo durchsetzen und lösten damit das deutsche Team Brink/Reckermann als Weltmeister ab. Nach einem fünften Platz in Stavanger gewannen Rego und Cerutti die beiden folgenden Turniere in Gstaad und Moskau. Anschließend belegten die beiden Südamerikaner den dritten Platz in Stare Jablonki sowie den neunten Platz in Klagenfurt. Nach dem Gewinn der Bronzemedaille in Åland beendeten Emanuel und Alison als Gesamtsieger des Jahres 2011 die Tour. Für Emanuel Rego war es bereits der zehnte Erfolg als FIVB Tour Champion. Außerdem wurde er ausgezeichnet als Most Outstanding, Most Inspirational und Sportsperson sowie gemeinsam mit Alison Cerutti als Team of the year.

### 2012
Emanuel und Alison starteten in die Saison mit einem siebten Platz beim Eröffnungsevent, verbesserten ihre Platzierung bei den folgenden Turnieren kontinuierlich über einen fünften Platz in Shanghai, den dritten Rang in der chinesischen Hauptstadt, die Finalteilnahme in Prag bis hin zum Sieg in Moskau. Auch bei den Veranstaltungen in Rom, Gstaad und Berlin erreichten die beiden Brasilianer das Endspiel, das sie in der deutschen Hauptstadt erfolgreich gestalten konnten. Bei den Olympischen Spielen in London erhielt das südamerikanische Duo nach einer 1:2-Niederlage im Endspiel gegen Brink/Reckermann die Silbermedaille. Beim letzten Grand Slam des Jahres in Polen belegten Cerutti und Rego den fünften Platz. Im Anschluss wurde Emanuel als Sportsperson sowie als Most Inspirational in 2012 ausgezeichnet.

### 2013
Bei der WM in Stare Jabłonki gelangten Alison/Emanuel nach sechs Siegen in Folge ins Halbfinale, in dem sie sich ihren Landsleuten Ricardo/Filho geschlagen geben mussten. Das Spiel um Platz drei verloren Alison/Emanuel gegen die Deutschen Erdmann/Matysik. Am Ende der Saison trennten sich Alison und Emanuel. In ihrem vorerst letzten gemeinsamen Spieljahr wurden die entthronten Weltmeister Fünfte in Den Haag, Long Beach, Sao Paulo und Xiamen sowie Vierte in Rom. Seine einzige Medaille der Tour 2013 gewann Rego in Moskau mit Evandro. Dort erreichte das brasilianische Duo das Finale.

### 2014–2016
Beim Auftaktturnier in Fuzhou wurde Rego mit seinem neuen Partner Pedro Salgado ebenso Fünfter wie in Norwegen. In Shanghai und in Berlin belegten die beiden Südamerikaner jeweils den vierten Platz. Das beste gemeinsame Ergebnis erreichten Emanuel und Pedro in Den Haag mit dem Gewinn der Bronzemedaille. Nach zwei weiteren Turnieren trennten sich ihre Wege. Der dreimalige Weltmeister spielte anschließend wieder mit dem Partner zusammen, mit dem er die meisten Erfolge erzielt hatte, und erreichte mit Ricardo im ersten gemeinsamen Event der Weltserie seit 2009 gleich das Finale. Nach zahlreichen Top-Ten-Platzierungen auf der World Tour 2015 beendete Rego im März 2016 seine Karriere.

## Auszeichnungen
1998 – AVP Rookie of the year

1999 – FIVB bester Spieler der 90er Jahre

2005 – FIVB Team of the year (mit Ricardo Santos) – FIVB Sportsperson of the year

2006 – FIVB Team of the year (mit Ricardo Santos) – FIVB Most Outstanding – FIVB Best Hitter

2007 – FIVB Team of the year (mit Ricardo Santos)

2010 – FIVB Sportsperson of the year

2011 – FIVB Team of the year (mit Alison Cerutti) – FIVB Most Outstanding – FIVB Most Inspirational – FIVB Sportsperson of the year

2012 – FIVB Most Inspirational – FIVB Sportsperson of the year

2014 – FIVB Sportsperson of the year

2015 – FIVB Most Inspirational
2016 – Aufnahme in die Volleyball Hall of Fame

## Privates
Maria und Manoel Rego sind die Eltern von Emanuel. Seine ein Jahr ältere Schwester heißt Aniele. Emanuel Rego hat einen Sohn Mateus aus erster Ehe. Seit November 2008 ist er verheiratet mit der brasilianischen Beachvolleyballspielerin Leila Barros, deren gemeinsamer Sohn Lukas heißt.